# Фокс, Чарльз (композитор)
Чарльз Айра Фокс (англ. Charles Ira Fox; род. 30 октября 1940 года) — американский кино- и телекомпозитор.

## Награды и номинации
1974:
- «Грэмми»: Лучшая песня года (Killing Me Softly with His Song) — победа

1976:
- «Оскар»:
- «Оскар»: Лучшая песня («Другая сторона Горы») — номинация
- «Золотой глобус»: Лучшая песня, Лучший саундтрек («Другая сторона Горы») — номинации

1979:
- «Оскар»: Лучшая песня («Грязная игра»)- номинация
- «Золотой глобус»:Лучшая песня («Грязная игра») — номинация
- Фокс был введен в Зал славы композиторов в 2004 году.

## Семья
C 1962 года женат на Джоан Сьюзан Редман. У пары тpoe детей.